# Aphaenogaster campana
Aphaenogaster campana é uma espécie de inseto do gênero Aphaenogaster, pertencente à família Formicidae.